# Nicrophorus mexicanus
Nicrophorus mexicanus – gatunek chrząszcza z rodziny omarlicowatych.
Chrząszcz o ciele długości od 14 do 20,8 mm. Pierwszy człon buławki czułków ma czarny, kolejne natomiast pomarańczowe. 
Przedplecze ma prawie kwadratowe, o zaokrąglonych kątach i szerokich brzegach bocznych i nasadowym, z głęboki wklęśnięciem poprzecznym na przedzie. Na każdej pokrywie występują zwykle dwie poprzeczne plamy barwy pomarańczowej, z których przednia sięga szwu, a przednia czarna przepaska zachodzi na pomarańczowe epipleury. Ciemnobrązowe szczecinki gęsto porastają zapiersie oraz tworzą łątkę metepimeronie. Przód przednich bioder porastają drobne szczecinki.
Owad padlinożerny. Spotykany w różnych siedliskach: od półpustynnych, przez cierniste zakrzaczenia po wilgotne lasy mgliste. Rozprzestrzeniony od Nebraski i Kolorado, wzdłuż południowych Gór Skalistych przez Meksyk po Salwador.